# Marele Premiu al statului Singapore din 2023
Marele Premiu al statului Singapore din 2023 (cunoscut oficial ca Formula 1 Singapore Airlines Singapore Grand Prix 2023) a fost o cursă auto de Formula 1 ce s-a desfășurat pe 17 septembrie 2023 pe Circuitul Marina Bay din Singapore. Cursa a fost cea de-a cincisprezecea etapă a Campionatului Mondial de Formula 1 al FIA din 2023.
Cursa a fost câștigată de Carlos Sainz Jr. de la Ferrari care a obținut și pole position. A fost prima victorie non-Red Bull din sezon și a încheiat seria de victorii consecutive a lui Max Verstappen (10), respectiv Red Bull (15), ambele fiind recorduri. În spatele lui Sainz Jr. s-au clasat Lando Norris de la McLaren-Mercedes și Lewis Hamilton de la Mercedes.

## Context
Virajele 16-19 ale aspectului anterior au fost eliminate pentru a facilita construcția NS Square, care înlocuiește The Float @ Marina Bay, prin care trecea anterior pista. Acestea au fost înlocuite cu o nouă linie dreaptă ce duce din virajul 15 către noul viraj 16, care a fost desemnat drept virajul 20 în structura anterioară.
Furnizorul de anvelope Pirelli a adus compușii de anvelope C3, C4 și C5 (denumiți dur, mediu și, respectiv, moale) pentru ca echipele să le folosească la eveniment.

## Calificări
Calificările pentru Marele Premiu au avut loc pe 16 septembrie 2023 începând cu ora locală 21:00 (UTC+8), ora 16:00 EEST.
| Poz.                  | Nr. | Pilot            | Constructor                  | Timpi calificări | Timpi calificări | Timpi calificări | Grila finală |
| Poz.                  | Nr. | Pilot            | Constructor                  | Q1               | Q2               | Q3               | Grila finală |
| --------------------- | --- | ---------------- | ---------------------------- | ---------------- | ---------------- | ---------------- | ------------ |
| 1                     | 55  | Carlos Sainz Jr. | Ferrari                      | 1:32,339         | 1:31,439         | 1:30,984         | 1            |
| 2                     | 63  | George Russell   | Mercedes                     | 1:32,331         | 1:31,743         | 1:31,056         | 2            |
| 3                     | 16  | Charles Leclerc  | Ferrari                      | 1:32,406         | 1:32,012         | 1:31,063         | 3            |
| 4                     | 4   | Lando Norris     | McLaren-Mercedes             | 1:32,483         | 1:31,951         | 1:31,270         | 4            |
| 5                     | 44  | Lewis Hamilton   | Mercedes                     | 1:32,651         | 1:32,019         | 1:31,485         | 5            |
| 6                     | 20  | Kevin Magnussen  | Haas-Ferrari                 | 1:32,242         | 1:31,892         | 1:31,575         | 6            |
| 7                     | 14  | Fernando Alonso  | Aston Martin Aramco-Mercedes | 1:32,584         | 1:31,835         | 1:31,615         | 7            |
| 8                     | 31  | Esteban Ocon     | Alpine-Renault               | 1:32,369         | 1:32,089         | 1:31,673         | 8            |
| 9                     | 27  | Nico Hülkenberg  | Haas-Ferrari                 | 1:32,100         | 1:31,994         | 1:31,808         | 9            |
| 10                    | 40  | Liam Lawson      | AlphaTauri-Honda RBPT        | 1:32,215         | 1:32,166         | 1:32,268         | 10           |
| 11                    | 1   | Max Verstappen   | Red Bull Racing-Honda RBPT   | 1:32,398         | 1:32,173         | N/A              | 11           |
| 12                    | 10  | Pierre Gasly     | Alpine-Renault               | 1:32,452         | 1:32,274         | N/A              | 12           |
| 13                    | 11  | Sergio Pérez     | Red Bull Racing-Honda RBPT   | 1:32,099         | 1:32,310         | N/A              | 13           |
| 14                    | 23  | Alexander Albon  | Williams-Mercedes            | 1:32,668         | 1:33,719         | N/A              | 14           |
| 15                    | 22  | Yuki Tsunoda     | AlphaTauri-Honda RBPT        | 1:31,991         | No time          | N/A              | 15           |
| 16                    | 77  | Valtteri Bottas  | Alfa Romeo-Ferrari           | 1:32,809         | N/A              | N/A              | 16           |
| 17                    | 81  | Oscar Piastri    | McLaren-Mercedes             | 1:32,902         | N/A              | N/A              | 17           |
| 18                    | 2   | Logan Sargeant   | Williams-Mercedes            | 1:33,252         | N/A              | N/A              | 18           |
| 19                    | 24  | Zhou Guanyu      | Alfa Romeo-Ferrari           | 1:33,258         | N/A              | N/A              | LB           |
| 20                    | 18  | Lance Stroll     | Aston Martin Aramco-Mercedes | 1:33,397         | N/A              | N/A              | —            |
| Regula 107%: 1:38,430 |     |                  |                              |                  |                  |                  |              |
| Sursa:                |     |                  |                              |                  |                  |                  |              |

Note
- ^1 – Zhou Guanyu s-a calificat pe locul 19, dar a fost obligat să înceapă cursa din spatele grilei pentru că și-a depășit cota de elemente ale unității de putere. Apoi, a trebuit să înceapă cursa de pe linia boxelor deoarece noile elemente au fost schimbate fără aprobarea delegatului tehnic în timpul parc fermé.[9]
- ^2 – Lance Stroll s-a calificat pe locul 20, dar s-a retras în urma unui accident în sesiune. Locul lui pe grilă a rămas liber.[10]

## Cursă
Cursa a avut loc pe 17 septembrie 2023, având startul la ora locală 20:00 (UTC+8), ora 15:00 EEST.
| Poz.                                                               | Nr. | Pilot            | Constructor                  | Tururi | Timp/Retras     | Grilă | Puncte |
| ------------------------------------------------------------------ | --- | ---------------- | ---------------------------- | ------ | --------------- | ----- | ------ |
| 1                                                                  | 55  | Carlos Sainz Jr. | Ferrari                      | 62     | 1:46:37,418     | 1     | 25     |
| 2                                                                  | 4   | Lando Norris     | McLaren-Mercedes             | 62     | +0,812          | 4     | 18     |
| 3                                                                  | 44  | Lewis Hamilton   | Mercedes                     | 62     | +1,269          | 5     | 16     |
| 4                                                                  | 16  | Charles Leclerc  | Ferrari                      | 62     | +21,177         | 3     | 12     |
| 5                                                                  | 1   | Max Verstappen   | Red Bull Racing-Honda RBPT   | 62     | +21,441         | 11    | 10     |
| 6                                                                  | 10  | Pierre Gasly     | Alpine-Renault               | 62     | +38,441         | 12    | 8      |
| 7                                                                  | 81  | Oscar Piastri    | McLaren-Mercedes             | 62     | +41,479         | 17    | 6      |
| 8                                                                  | 11  | Sergio Pérez     | Red Bull Racing-Honda RBPT   | 62     | +59,534         | 13    | 4      |
| 9                                                                  | 40  | Liam Lawson      | AlphaTauri-Honda RBPT        | 62     | +1:05,918       | 10    | 2      |
| 10                                                                 | 20  | Kevin Magnussen  | Haas-Ferrari                 | 62     | +1:12,116       | 6     | 1      |
| 11                                                                 | 23  | Alexander Albon  | Williams-Mercedes            | 62     | +1:13,417       | 14    |        |
| 12                                                                 | 24  | Zhou Guanyu      | Alfa Romeo-Ferrari           | 62     | +1:23,649       | LB    |        |
| 13                                                                 | 27  | Nico Hülkenberg  | Haas-Ferrari                 | 62     | +1:26,201       | 9     |        |
| 14                                                                 | 2   | Logan Sargeant   | Williams-Mercedes            | 62     | +1:26,889       | 18    |        |
| 15                                                                 | 14  | Fernando Alonso  | Aston Martin Aramco-Mercedes | 62     | +1:27,603       | 7     |        |
| 16                                                                 | 63  | George Russell   | Mercedes                     | 61     | Accident        | 2     |        |
| Ab                                                                 | 77  | Valtteri Bottas  | Alfa Romeo-Ferrari           | 51     | Cutia de viteze | 16    |        |
| Ab                                                                 | 31  | Esteban Ocon     | Alpine-Renault               | 42     | Cutia de viteze | 8     |        |
| Ab                                                                 | 22  | Yuki Tsunoda     | AlphaTauri-Honda RBPT        | 0      | Avarii          | 15    |        |
| NS                                                                 | 18  | Lance Stroll     | Aston Martin Aramco-Mercedes | 0      | Abandon         | —     |        |
| Cel mai rapid tur: Lewis Hamilton (Mercedes) – 1:35,867 (turul 47) |     |                  |                              |        |                 |       |        |
| Sursa:                                                             |     |                  |                              |        |                 |       |        |

Note
- ^1 – Include un punct pentru cel mai rapid tur.[12]
- ^2 – Sergio Pérez a primit o penalizare de cinci secunde pentru că a provocat o coliziune cu Alexander Albon. Poziția sa finală nu a fost afectată de penalizare.[11]
- ^3 – George Russell a fost clasificat întrucât a parcurs mai mult de 90% din distanța cursei.[11]
- ^4 – Lance Stroll nu a început cursa după retragerea sa din cauza unui accident în calificări. Locul lui pe grilă a rămas liber.[10]

## Clasamentele campionatelor după cursă
|        | Poz. | Pilot            | Pct. |
| ------ | ---- | ---------------- | ---- |
|        | 1    | Max Verstappen   | 374  |
|        | 2    | Sergio Pérez     | 223  |
| 1      | 3    | Lewis Hamilton   | 180  |
| 1      | 4    | Fernando Alonso  | 170  |
|        | 5    | Carlos Sainz Jr. | 142  |
| Sursa: |      |                  |      |

|        | Poz. | Constructor                  | Pct. |
| ------ | ---- | ---------------------------- | ---- |
|        | 1    | Red Bull Racing-Honda RBPT   | 597  |
|        | 2    | Mercedes                     | 289  |
|        | 3    | Ferrari                      | 265  |
|        | 4    | Aston Martin Aramco-Mercedes | 217  |
|        | 5    | McLaren-Mercedes             | 139  |
| Sursa: |      |                              |      |

- Notă: Doar primele cinci locuri sunt prezentate în ambele clasamente.